# Torre Guevara (Ischia)
La Torre Guevara, detta anche di Guevara, di Michelangelo o di Sant'Anna (per la presenza della chiesetta dedicata alla santa), è una casa turrita edificata presso la Baia di Cartaromana, sul versante orientale dell'isola d'Ischia.

## Struttura
L'edificio, a pianta quadrata, si articola su tre livelli fuori terra, dei quali il primo, a scarpa, si chiude con un toro in pietra viva. La geometria delle aperture, incorniciate da tessiture di pietra vulcanica a spessore, collocano l'opera nel quadro artistico del rinascimento napoletano, oltre che riuscita testimonianza di cultura manieristica non solo per i suoi affreschi, ma anche per la concezione architettonica di casa-giardino, contesto di immagini mitiche e luogo privilegiato di metafore culturali.
La torre è infatti immersa in un vasto giardino che lambisce a valle le acque di Cartaromana e quelle di una sorgente dismessa celebrata da Giovanni Boccaccio e anticamente era cinta su due lati da alte mura, di cui oggi restano solo dei tratti.

## Storia
La struttura è posta di fronte al Castello Aragonese, a poca distanza dagli scogli di Sant'Anna, importante sito archeologico che ricollega la storia della baia all'antica colonia (oggi sommersa) di Aenaria, florido insediamento romano risalente ad un'epoca compresa tra il I secolo a.C. e il IV secolo d.C., caratterizzato, come provano i numerosi rinvenimenti, dalla presenza di fabbriche di terrecotte e botteghe per la lavorazione dei metalli.
La sua costruzione, risalente alla fine del '400, è probabilmente ad opera di don Giovanni de Guevara, uomo d'armi originario della Spagna appartenente al seguito di Alfonso I d'Aragona, che nel 1454 lo nominò "cavaliere del re", o ad un altro appartenente della medesima famiglia, Francesco de Guevara  nominato governatore a vita dell'isola da Carlo V d'Asburgo. La torre fu quindi costruita non solo per esigenze abitative, ma anche per espletare funzioni di difesa della costa e del castello, così come stabilito dal sovrano in base all'editto del 1433.
Una leggenda racconta che nel 1500 vi abbia soggiornato a più riprese l'artista Michelangelo Buonarroti, legato da una segreta relazione amorosa alla castellana Vittoria Colonna, moglie di Francesco Ferrante d'Avalos. Tali informazioni, così come quelle che attribuiscono all'artista alcune delle pitture presenti all'interno dell'edificio, non sono però suffragate da alcun documento storico.
La torre viene attualmente utilizzata come struttura polivalente per esposizioni d'arte (ad esempio quelle di Arnaldo Pomodoro e Hidetoshi Nagasawa che hanno avuto luogo rispettivamente nel 2003 e 2006 a cura del Circolo Culturale "Georges Sadoul") ed eventi culturali. Lo stesso circolo ha promosso campagne di restauro -curate dalla Hochschule fuer Bildende Kuenste di Dresda- che hanno consentito di attribuire le decorazioni murarie a rifacimenti delle opere di Hans Vredeman de Vries, artista fiammingo del sedicesimo secolo